# ماتیاس هرگت
ماتیاس هرگت (به آلمانی: Matthias Herget) بازیکن فوتبال و مدافع اهل آلمان است که از سال ۱۹۸۳ میلادی عضو تیم ملی فوتبال آلمان بوده‌است. وی در ۳۹ بازی ملی حضور داشته است و آخرین بازی ملی خود را در سال ۱۹۸۸ میلادی انجام داد. ماتیاس هرگت در بازی‌های ملی‌اش ۴ گل به ثمر رساند.